# Barke-und-O’Hare-Modell
Das Barke-und-O’Hare-Modell ist ein wirtschaftliches Entwicklungsmodell. Es wurde 1984 veröffentlicht. Es gilt als paralleles Modell zum Rostow-Modell, das als eurozentrisch gilt, während das Barke-und-O’Hare-Modell den westafrikanischen Wirtschaftsraum ins Auge fasst.
Das Modell wurde entwickelt, weil es sich mehr und mehr herauskristallisierte, dass die westafrikanischen Staaten in ihrer wirtschaftlichen Entwicklung nicht dem europäischen, also dem Rostow-Modell, folgen würden.
Die Entwickler Barke und O’Hare gingen davon aus, dass nicht allein Kapital, sondern vielmehr eine gesellschaftliche Umstrukturierung vonnöten ist, um einen Staat von der Subsistenzwirtschaft in eine moderne Wirtschaft zu führen. Die gesellschaftliche Umstrukturierung beinhaltet, dass die einfache Bevölkerung die Möglichkeit hat, Geld zu sparen und zu investieren. Auch solle sich eine unternehmerische Klasse etablieren können. Barke und O’Hare begründen ihren Schritt mit einer anderen Ursache für die Verselbstständigung einer wachsenden Wirtschaft, nämlich dass die Staaten in Rostows Modell eine Fülle an Rohstoffen zur Verfügung hatten, was bei den heutigen sich entwickelnden Ländern nicht der Fall ist.
Den wirtschaftlichen Entwicklungsprozess teilten die Entwickler der Theorie in vier Stufen:
1. traditionelle handwerkliche Industrie (traditional craft industries): Diese Form der Industrie war vor der Zeit der Kolonialisierung in Westafrika vorhanden. Es wurden beispielsweise Leder- oder Eisenprodukte hergestellt.
2. Kolonialzeit und die verarbeitende Industrie von Vorprodukten (colonialism and the processing of primary products): Rohstoffe wurden in unverarbeiteter Form exportiert, während der Hauptimport in Form von Endprodukten getätigt wurde, was die heimische Wirtschaft zum großen Teil zerstörte. Später bildeten sich um die meist von den Kolonialherren errichteten Häfen spezielle Industrien und Städte. Diese speziellen Industrien waren zum Beispiel jene, die vergängliche, schwer zu transportierende oder bereits im Ausland vorhandene, im Inland jedoch stark benötigte Ware herstellten. Der Bau von Eisenbahnen in Westafrika diente ausschließlich dazu, Waren vom Landesinneren an die Häfen zu transportieren. Bildung der Einheimischen wurde von den Kolonialherren nicht aktiv gefördert, sodass diese keinerlei Erfahrung im Bau oder der Herstellung industrieller Güter vorzuweisen hatten und dadurch auch nicht selbstständige Industrien aufbauen konnten.
3. Importsubstitution (import substitution): Nach der Unabhängigkeit mussten die westafrikanischen Staaten den fehlenden Import ersetzen. Weil das vorhandene Kapital und Technologie zur Ersetzung fehlte, bildeten sich nur kleine Grundbedarfsindustrien, die Hardware, Textilien oder Möbel mit ihren einfachen Maschinen herzustellen versuchten.
4. Kapitalerzeugung und haltbare Konsumgüterherstellung (manufacture of capital and durable consumer goods): Nachdem der Wohlstand in einigen Nationen Westafrikas zu Wachsen begonnen hatte, stieg die Nachfrage nach westlichen Produkten. Da weder das Wissen noch die Maschinen im Land vorhanden waren, kamen multinationale Unternehmen in diese Länder und boten Arbeitsmaterialien und Wissen, erhofften und erhielten im Gegenzug dazu billige Arbeiter, Steuervergünstigungen und einen Einzug in die neuen Märkte in Westafrika. Großprojekte der Unternehmen in Ländern nützen häufig weniger den Ländern, sind viel mehr Prestigeobjekte der Unternehmen oder korrupter Regierungen. In manchen Fällen zogen Firmen, wie zum Beispiel Volkswagen ihren Einsatz in den Ländern zurück, da die weltweiten Verkäufe infolge der Kritik am Handeln der Unternehmen in den Ländern sanken.